# فرايداي هاربور (واشنطن)
فرايداي هاربور (بالإنجليزية: Friday Harbor, Washington)‏ هي بلدة تقع بولاية واشنطن في الولايات المتحدة. تبلغ مساحتها 5.59 (كم²)، وترتفع عن سطح البحر 18 م، بلغ عدد سكانها 2162 نسمة في عام 2010 حسب إحصاء مكتب تعداد الولايات المتحدة وتصل الكثافة السكانية فيها 399.4 نسمة/كم2.

## التركيبة السكانية
قام مكتب تعداد الولايات المتحدة بتحديد بيانات التركيبة السكانية لفرايداي هاربور في تعداد الولايات المتحدة. في ما يلي، التركيبة السكانية حسب تعدادي 2000 و2010.

### تعداد عام 2000
بلغ عدد سكان فرايداي هاربور 1,989 نسمة بحسب تعداد عام 2000، وبلغ عدد الأسر 896 أسرة وعدد العائلات 468 عائلة مقيمة في البلدة. في حين سجلت الكثافة السكانية 1,467.7 نسمة لكل ميل مربع (566.7/كم2). وبلغ عدد الوحدات السكنية 1,053 وحدة بمتوسط كثافة قدره 777.0 نسمة لكل ميل مربع (300.0/كم2).
وتوزع التركيب العرقي للبلدة بنسبة 92.01% من البيض و 1.31% من الأمريكيين الأصليين و 1.41% من الأمريكيين ذوي الأصول الآسيوية و 0.20% من سكان جزر المحيط الهادئ و 0.65% من الأمريكيين الأفارقة و 2.61% من الأعراق الأخرى و 1.81% من عرقين مختلطين أو أكثر. فيما شكل الهسبانيون أو اللاتينيون من أي عرق نسبة 5.23% من السكان.
بلغ عدد الأسر 896 أسرة كانت نسبة 28.6% منها لديها أطفال تحت سن الثامنة عشر تعيش معهم، وبلغت نسبة الأزواج القاطنين مع بعضهم البعض 34.6% من أصل المجموع الكلي للأسر، ونسبة 12.5% من الأسر كان لديها معيلات من الإناث دون وجود شريك، وكانت نسبة 47.7% من غير العائلات. تألفت نسبة 38.8% من أصل جميع الأسر من أفراد ونسبة 13.6% كانوا يعيش معهم شخص وحيد يبلغ من العمر 65 عاماً فما فوق. وبلغ متوسط حجم الأسرة المعيشية 2.81، أما متوسط حجم العائلات فبلغ 2.13.
بلغ العمر الوسطي للسكان 41 عاماً. وكانت نسبة 7.0% بين الثامنة عشر والأربعة وعشرون عاماً، ونسبة 26.5% كانت واقعةً في الفئة العمرية ما بين الخامسة والعشرون حتى والأربعة وأربعون عاماً، ونسبة 25.7% كانت ما بين الخامسة والأربعون حتى الرابعة والستون، ونسبة 17.6% كانت ضمن فئة الخامسة والستون عاماً فما فوق. يوجد لكل 100 أنثى 84.0 ذكر، ويوجد لكل 100 أنثى في الثامنة عشر من عمرها فما فوق 78.4 ذكر.
بلغ متوسط دخل الأسرة في البلدة 35,139 دولار، أما متوسط دخل العائلة فبلغ 45,208 دولار. وكان متوسط دخل الذكور 35,625 دولار مقابل 24,741 دولار للإناث. وسجل دخل الفرد الخاص بالبلدة 19,792 دولار. وكانت نسبة 7.7% من العائلات ونسبة 12.0% من السكان تحت خط الفقر، وكان من هؤلاء نسبة 13.2% تحت سن الثامنة عشر ونسبة 6.0% في الخامسة والستين من العمر وما فوق.

### تعداد عام 2010
بلغ عدد سكان فرايداي هاربور 2,162 نسمة بحسب تعداد عام 2010، وبلغ عدد الأسر 1,015 أسرة وعدد العائلات 481 عائلة مقيمة في البلدة. في حين سجلت الكثافة السكانية 1,034.4 نسمة لكل ميل مربع (399.4/كم2). وبلغ عدد الوحدات السكنية 1,273 وحدة بمتوسط كثافة قدره 609.1 لكل ميل مربع (235.2/كم2).
وتوزع التركيب العرقي للبلدة بنسبة 83.1% من البيض و 0.5% من الأمريكيين الأصليين و 2.0% من الأمريكيين ذوي الأصول الآسيوية و 0.1% من سكان جزر المحيط الهادئ و 0.3% من الأمريكيين الأفارقة و 3.1% من عرقين مختلطين أو أكثر.
بلغ عدد الأسر 1,015 أسرة كانت نسبة 27.3% منها لديها أطفال تحت سن الثامنة عشر تعيش معهم، وبلغت نسبة الأزواج القاطنين مع بعضهم البعض 30.2% من أصل المجموع الكلي للأسر، ونسبة 12.0% من الأسر كان لديها معيلات من الإناث دون وجود شريك، بينما كانت نسبة 5.1% من الأسر لديها معيلون من الذكور دون وجود شريكة وكانت نسبة 52.6% من غير العائلات. تألفت نسبة 46.0% من أصل جميع الأسر من أفراد ونسبة 17.7% كانوا يعيش معهم شخص وحيد يبلغ من العمر 65 عاماً فما فوق. وبلغ متوسط حجم الأسرة المعيشية 2.88، أما متوسط حجم العائلات فبلغ 2.05.
بلغ العمر الوسطي للسكان 41.3 عاماً. وكانت نسبة 22.6% من القاطنين تحت سن الثامنة عشر، وكانت نسبة 8.5% بين الثامنة عشر والأربعة وعشرون عاماً، ونسبة 23.2% كانت واقعةً في الفئة العمرية ما بين الخامسة والعشرون حتى والأربعة وأربعون عاماً، ونسبة 28.7% كانت ما بين الخامسة والأربعون حتى الرابعة والستون، ونسبة 17% كانت ضمن فئة الخامسة والستون عاماً فما فوق. وتوزع التركيب الجنسي للسكان بنسبة 47.2% ذكور و52.8% إناث.

## وصلات خارجية
- fridayharbor.org
- The US50 - Cities and Towns in Washington State
- Washington Cities and Towns, Facts, Map, Flag, Colleges, Government, and More